# Clelia plumbea
Clelia plumbea là một loài rắn trong họ Rắn nước. Loài này được Wied mô tả khoa học đầu tiên năm 1820.